# NGC 170
NGC 170 là một thiên hà dạng hạt đậu nằm trong chòm sao Kình Ngư. Nó được phát hiện vào ngày 3 tháng 11 năm 1863 bởi Albert Marth.